# JB Murphy
Pour les articles homonymes, voir Murphy.
Jack Bernard « JB » Murphy (né le 22 octobre 1999 à Kildare) est un coureur cycliste irlandais, spécialiste de la piste.

## Biographie
En 2017, JB Murphy a remporté le bronze dans la course aux points des championnats du monde sur piste juniors et l'argent dans la course à l'élimination aux championnats d'Europe juniors (moins de 19 ans). Cette même année, il devient champion d'Irlande de cyclo-cross juniors et participe dans sa catégorie d'âge aux mondiaux de cyclo-cross (52e place) et aux championnats d'Europe de cyclocross (42e place). Au cours des années suivantes, il participe principalement à des courses nationales. 
Lors des Jeux européens de 2019 à Minsk, il se classe neuvième de l'omnium. En 2021, il remporte sa première médaille internationale chez les élites en terminant troisième du scratch aux championnats d'Europe sur piste derrière le Portugais Rui Oliveira et le Néerlandais Vincent Hoppezak. L'année suivante, il obtient un contrat avec l'équipe continentale irlandaise EvoPro Racing.

## Palmarès sur piste

### Championnats du monde juniors
- Montichiari 2017
  -  Médaillé de bronze de la course aux points

### Championnats d'Europe
| Édition / Épreuve     | Élimination | Scratch | Omnium |
| Anadia 2017 (juniors) | Argent      |         |        |
| Granges 2021          |             | Bronze  |        |
| Granges 2023          |             |         | 14e    |

### Championnats nationaux
- 2018
  - 3e du championnat d'Irlande de keirin
- 2022
  -  Champion d'Irlande de l'omnium
- 2023
  - 3e du championnat d'Irlande de l'omnium

## Palmarès sur route
- 2017
  - Gorey Three Day :
    - Classement général
    - 1re étape[3]
- 2019
  - Bobby Power Memorial[4]
  - 4e étape de la Rás Mumhan[5]
  - 2e étape du Tour d'Ulster[6]
  - 3e du Tour d'Ulster
- 2025
  - 2e du championnat d'Irlande du critérium

## Palmarès en cyclo-cross
- 2016-2017
  -  Champion d'Irlande de cyclo-cross juniors